# مادرید
مادرید(تلفظ عامیانه در مادرید: ماد'ریث یا ماد'ری) پایتخت و بزرگ‌ترین شهر اسپانیا است.
مادرید همچنین پایتخت یک بخش خودمختار و مرکز استان مادرید نیز هست. این شهر زادگاه هنرمندان معروفی نظیر انریکه ایگلسیاس، خوان گریس و الکس گونزالس بوده‌است.
مادرید در وسط کشور و در فلات اسپانیا واقع شده‌است. این شهر پس از لندن و برلین سومین شهر بزرگ اتحادیه اروپا است و منطقه کلان‌شهری آن پس از لندن و پاریس سومین منطقه کلان‌شهری بزرگ این اتحادیه است. جمعیت مادرید حدود ۳٫۳ میلیون نفر است و منطقه کلان‌شهری مادرید (مادرید و حومه) ۶٫۵ میلیون نفر جمعیت دارد. مساحت شهر مادرید ۶۰۴٫۳ کیلومتر مربع است.
شهر مادرید به خاطر مرکزیت جغرافیایی، پیشینه، و کارکردهای سیاسی و مالی‌اش شهر اصلی از شبه‌جزیره ایبری به‌شمار می‌آید. با وجود این‌که این شهر امروزه شبکه آمدوشد شلوغ و سومین شبکه متروی بزرگ در اروپا را دارد، اما بیشتر محله‌های آن توانسته‌اند حال و هوای اصلی خود را حفظ کنند.
جاذبه‌های عمده دیدنی در مادرید عبارتند از پالاسیو رئال یا کاخ سلطنتی، پارک بوئن رتیرو، مادرید، موزه باستان‌شناسی، و سه موزه هنری معروف: موزه دل پرادو، موزه ملی مرکز هنر رینا سوفیا و موزه تیسن-بورنمیسا.
شهردار کنونی مادرید خوزه لوئیس مارتینز-آلمیدا از حزب مردم (اسپانیا) است.

## پیشینه
اولین اطلاعات موجود تاریخی در مورد مادرید به سده نهم میلادی بازمی‌گردد. که در مقایسه با شهرهای دیگر اسپانیا بسیار دیرهنگام است.
برخلاف دیگر شهرها چون سویا، والنسیا و بارسلون در مادرید آثاری چندانی از دوران رومی‌ها و ویزیگوت‌ها یافت نشده‌است.
این امر احتمالاً به این خاطر است که منطقه مادرید امروزی برای این دو قوم جذابیتی نداشت زیرا نه در کنار دریا و بندرها بود و نه در مسیر شهرهای اصلی قرار داشت.
بخش اعظم شبه جزیره ایبری در سده نهم میلادی در دست مورهای مسلمان بود. محمد یکم، امیر عرب اندلس در آن زمان کاخی در محل کنونی پالاسیو رئال در مادرید ساخت و در آن محل ارگ کوچکی نیز به نام المدینه بنا کرد.
این کاخ در کنار رود مانزانارس قرار داشت و مورها این رود را مَیرا می‌نامیدند که به معنای سرچشمه و منبع مادر است؛ بعدها پسوند رومی-ایبری «-ایت» به معنای مکان به آن چسبید. مادرید امروزی و نام این شهر از این بنا و این نام سرچشمه می‌گیرد.
ارگ مادرید در سال ۱۰۸۳ توسط آلفونسو ششم کاستیا، که در واقع در راه خود به تولدو بود، فتح شد. وی مسجد آن زمان مادرید را تبدیل به کلیسا کرد و آن را کلیسای جامع الُمِدنا نامید.
ساکنان شهر مادرید را تا دهه‌های زیادی از سده پانزدهم مورها و یهودیان سفاردی‌ها تشکیل می‌دادند.
پس از دشواری‌های بسیار و یک آتش‌سوزی ویرانگر، شهر توسط هنری سوم کاستیا بازسازی شد، اما خود او برای امنیت، بیرون از دیوارهای شهر و در دهکده‌ای به نام «ال پاردو» در نزدیکی مادرید مستقر شد. در این زمان اسپانیا شاهد نبرد میان پادشاهی کاستیا و پادشاهی آراگون بود که به سلطنت رسیدن ایزابلای یکم و فردیناند دوم مشهور به فرمانروایان کاتولیک به این ستیزها پایان بخشید.

## ترابری
شهر مادرید دارای فرودگاه‌های داخلی و بین‌المللی از جمله فرودگاه مادرید-باراخاس است و همچنین راه‌های جاده‌ای و ریلی بسیار مجهزی می‌باشد. حمل و نقل عمومی در مادرید کارآمد است. قطارها و متروی مادرید به عنوان اصلی‌ترین بخش حمل و نقل عمومی فعالیت می‌کنند و در کنار این دو
اتوبوس، مونوریل و تراموا به عنوان مکمل فعالیت می‌کنند.
متروی مادرید در سال ۱۹۱۹ تأسیس شده و هم‌اکنون دارای ۱۳ خط و ۳۰۱ ایستگاه می‌باشد، این مترو از قدیمی‌ترین متروهای جهان محسوب می‌شود. همچنین سرکانیاس مادرید یا سیستم راه‌آهن حومه مادرید در سال ۱۹۹۰ با ۹ خط و ۹۰ ایستگاه ساخته شده‌است.
فرودگاه مادرید-باراخاس اصلی‌ترین فروگاه شهر مادرید محسوب می‌شود که سالانه بیش از ۵۰ میلیون مسافر را جابه‌جا می‌کند، ایستگاه راه‌آهن آتوچا مادرید و ایستگاه راه‌آهن چامارتین مادرید نیز دو ایستگاه اصلی این شهر می‌باشند که نقش عمده‌ای در جابه‌جایی مسافران بین‌شهری ایفا می‌کنند.

## آثار باستان
در قرن پنجم توسط ویلیام شانز ناپلئون نمای باغ ایتوکولیا درست شد و آن جز آثار این شهر بود اما در قرن هفتم این آثار توسط زلزله ویران‌کننده مادرید این آثار و عمارت تخریب شد و در قرن هفتم پادشاه مردی به نام جلویس پادشاه آن موقع ارگ مادرید را درست کرد و همراه آن کلیسای میکارمن لارام را درست کرد که امروزه تبدیل به یک موزه باستان‌شناسی شده‌است و کلیسای ناپلئون را درست کرد و در این شهر آرامگاه شیخ جلویس ایمن را در این شهر قرار دارد.

## زلزله خیزی
مادرید یکی از زلزله خیزترین شهرهای پر سکنه در کل جهان است. از نمونه‌های این خطرات پیش‌بینی نشدنی زلزله‌ای بود که در قرن هفدهم میلادی به وقوع پیوست. در این زلزله به شهر مادرید خسارات فراوانی وارد شد و چندین هزار سکنه این شهر را به کام مرگ کشانده یا آواره نمود. یکی از دلایل زلزله خیزی این شهر و حتی شهرستان‌های همجوار این شهر، خاک نرم و ماسه مانند آن است.

## دیدنی‌های مادرید
میدان سیبلس

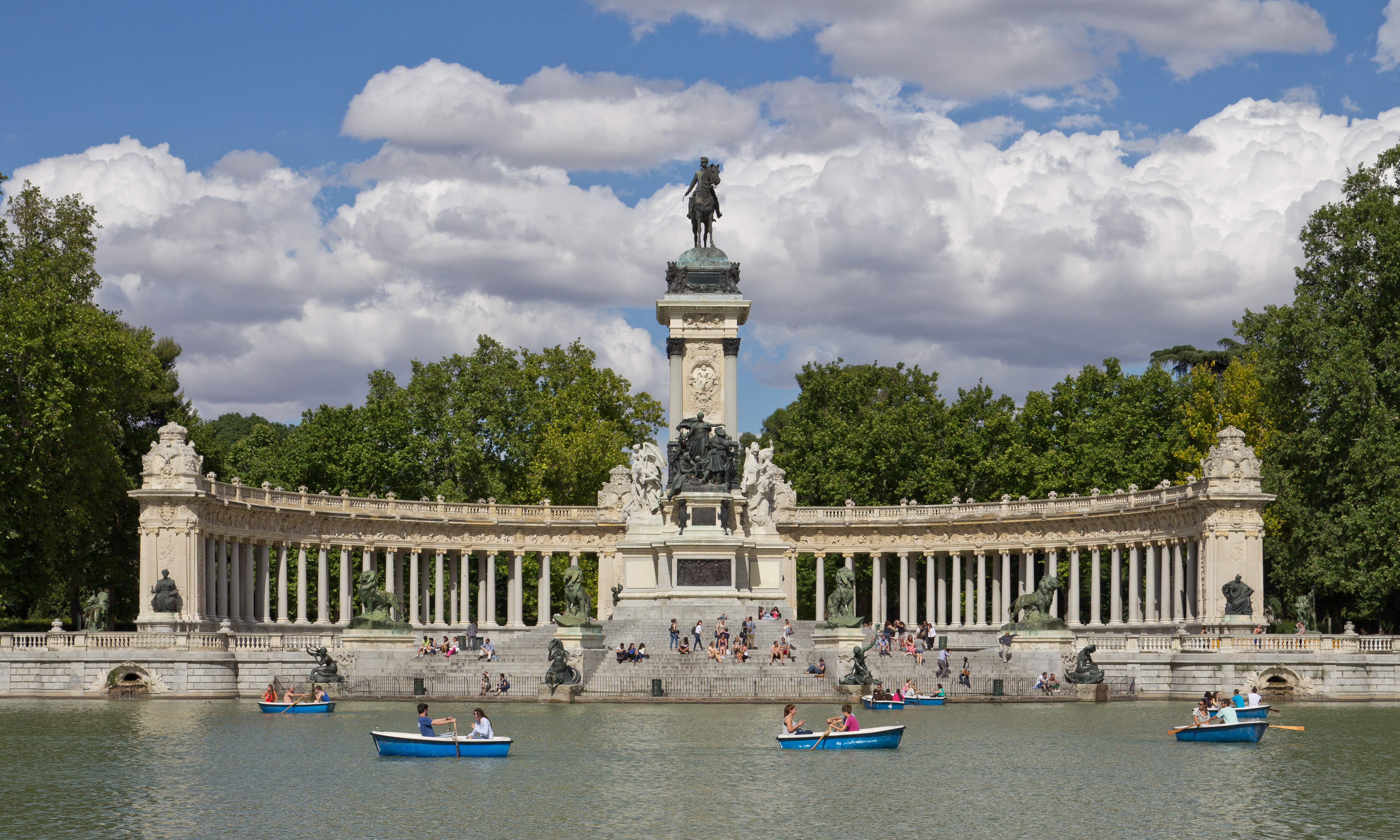
بنای یادبود آلفونسو دوازدهم در پارک بوئن رتیرو، مادرید، اسپانیا واقع شده‌است. این بنای تاریخی در لبه شرقی یک دریاچه مصنوعی در نزدیکی مرکز پارک قرار دارد.
در سال ۱۹۰۲ مسابقه ای ملی برای طراحی بنای یادبود پادشاه آلفونسوی دوازدهم به ابتکار ملکه مادر ماریا کریستینای آستوریاس برگزار شد. برنده معماری به نام خوزه گراسس ریرا بود که طرحش شامل یک ستون بزرگ در کنار حوضچه ای در ال رتیرو بود، با چندین مجسمه که تندیس اسب‌سواری پادشاه را احاطه کرده بود و همه چیز از برنز و مرمر ساخته شده بود. گراسس ریرا در سال ۱۹۱۹ در حالی که کار هنوز در حال انجام است درگذشت. معمار تئودورو آناساگاستی کنترل پروژه را بدون تغییر در طرح اصلی به دست گرفت. بیش از بیست مجسمه‌ساز روی این پروژه کار کردند. این بنای تاریخی که توسط یک مجموعه مردمی تأمین شده‌است، در ۶ ژوئن ۱۹۲۲ افتتاح شد.

میدانی مشهور در مرکز شهر مادرید، که باشگاه رئال مادرید بعد از هر قهرمانی در آن میدان به جشن می‌پردازد. این میدان در سال ۱۷۸۲ ساخته شده و به قلب گردشگری مادرید مشهور است.
ورزشگاه سانتیاگو برنابئو
```
یکی از بهترین ورزشگاه‌‌های دنیا، ورزشگاه یکی از پر پرافتخارترین باشگاه‌های اروپا و جهان 
رئال مادرید
 می‌باشد.
```

### کاخ سلطنتی
بنای این کاخ توسط آرشیتکت ایتالیائی جیووانی ساچتی و بدستور فیلیپ پنجم در سال ۱۷۳۶ شروع و تا سال ۱۷۶۴ بطول انجامید. قبلاً در این محل کاخی بوده که در اثر حریق سال ۱۷۳۴ به کلی از بین رفته‌است. اگرچه اکنون این کاخ به یکی از اماکن مهم و دیدنی تبدیل شده‌است، اما به لحاظ اهمیت تاریخی آن هنوز نیز بسیاری از مراسم تشریفاتی پادشاه در آن برگزار می‌شود.

### موزه دل پرادو
این موزه یکی از غنی‌ترین موزه‌های دنیا بوده و در آن بیش از ۳۰۰۰ تابلو عالی و نفیس گردآوری شده‌است. در این موزه آثاری از هنرمندانی چون گویا، رامبراند، گویا، روبنس، ولاسکز، مورییو، و ال گرگو بچشم می‌خورد. چنانچه برای دیدن تمام قسمت‌های این موزه وقت کافی ندارید از آثار گویا که شاهکارهایش در دنیا بی نظیر است، دیدن نمائید.

### موزه ملی مرکز هنر رینا سوفیا
موزه ملی مرکز هنر رینا سوفیا (به اسپانیایی: Museo Nacional Centro de Arte Reina Sofía) موزه ملی هنرهای سده بیستم میلادی اسپانیاست. این موزه به‌طور رسمی در ۱۰ سپتامبر ۱۹۹۲ و به نام ملکه سوفیا افتتاح شد. این موزه در مادرید قرار دارد و تمرکز اصلی‌اش، هنر اسپانیایی است. آثار برجسته این موزه شامل مجموعه‌هایی از دو تن از برجسته‌ترین استادان هنر اسپانیا، پابلو پیکاسو و سالوادور دالی می‌شود.
معروف‌ترین اثری که در این موزه به نمایش درآورده شده‌است نقاشی گرنیکا (نقاشی) متعلق به پابلو پیکاسو می‌باشد که در سال ۱۹۳۷ کشیده شده‌است. این نقاشی در قالبی سیاه و سفید و به سبک عکس‌های خبری در جراید بمب باران دهکده گرنیکا در شمال اسپانیا توسط آلمان نازی را به تصویر می‌کشد.

### موزه موم
در این موزه مجسمه بسیاری از شخصیت‌های بزرگ تاریخ معاصر جهان به شکل موم به نمایش گذارده شده‌است. در قسمت فوقانی آن بازدیدکننده با وضعیت اروپا در قرون وسطی و زندان‌ها و شکنجه‌گاه‌های وابسته به حکومت‌های قرون وسطایی آشنا می‌شود که صحنه‌های دلخراشی است.

### پارک رتیرو
این پارک زیبا که دارای فواره‌ها و مجسمه‌های زیبائی می‌باشد قسمتی از جنگل‌هایی است که در زمان فلیپ دوم اطراف مادرید را احاطه کرده بودند.
نزدیک در ورودی این پارک دریاچه کوچک و زیبایی قرار دارد و قایق‌های داخل دریاچه همواره مورد استفاده مردم می‌باشد.

### طاق پیروزی
این طاق زیبا در سال ۱۷۷۸ توسط نقاش معروف ساباتین بنا شده و در زمانی یکی از دروازه‌های مهم شهر بوده‌است.

### معبد دبود

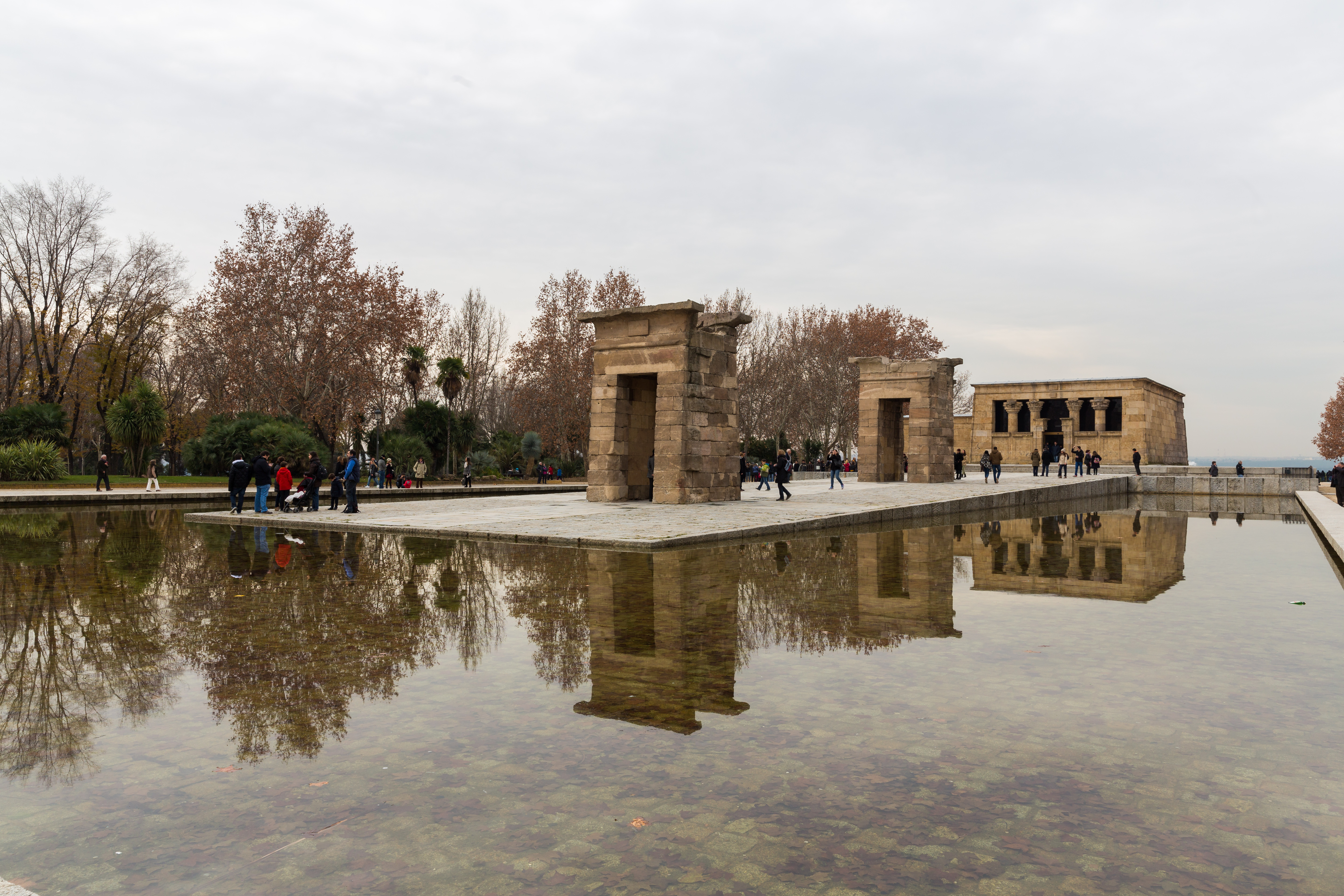
معبد دِبود در پارکه دِل اوئسته

معبد دِبود، یک پرستشگاه متعلق به ایزیس، الههٔ مصر باستان است که اکنون در مادرید قرار دارد. معبد دِبود در سال ۱۹۶۸ از سوی مصر به اسپانیا هدیه و به آن کشور منتقل شد. اکنون این معبد در پارک دِل اوئسته، در نزدیکی کاخ سلطنتی مادرید بازچینی شده‌است.
در شهر مادرید دو تیم پر افتخار و پر طرفدار رئال مادرید و اتلتیکو مادرید قرار دارند که دربی این دو تیم یکی از حساس‌ترین بازی‌های دنیای فوتبال به‌شمار می‌آید.